# MILK (短編映画)
『MILK』（ミルク）は2019年1月から2月にかけて公開された全4部の短編映画。ウィル・マルナティとセバスチャン・スタンが制作する "One Minute Men" シリーズの一作であり、2人に加えてジョゼフ・マゼロを出演者に迎えている。各話は1分少々の動画で、約3週間かけて公開された。

## あらすじ

### 第1話
ウィル（演 - ウィル・マルナティ）とジョー（演 - ジョゼフ・マゼロ）は楽しくオレオを食べていた。傍らの牛乳を口にするウィルに対し、乳糖不耐症のジョーは手を付けるのに躊躇する。意地を張って牛乳を飲み干したジョーだったが、鞄に常備していたはずの薬が見当たらず、そのショックとこれから起こりうる腹痛への恐怖に錯乱して叫びながら道に駆け出て行く。

### 第2話
絶望して街に駆けだしたジョーは、服を破いたり通行人に八つ当たりしながらクリスマスのニューヨークを駆け巡る。ウィルはジョーのために薬を探し、彼の行方を捜そうとするが上手く行かず、教会で彼の無事を祈る。落ち葉に埋まったジョーが叫びながら起き上がるシーンで幕引きとなる。

### 第3話
ウィルからの着信でジョーの一大事を悟ったセバスチャン（演 - セバスチャン・スタン）は、家中を捜索して非常用に備蓄されていた薬を探し出す。セバスチャンは薬の瓶を手にジョーの元へと急ぐが、ウィルとジョーはぎりぎりの所ですれ違ってしまう。ジョーはコンクリートブロックを片手に入水自殺を決意して池に向かい、遠くからそれに気付いたウィルは叫び声を上げる。

### 第4話
池に飛び込んだジョーは、ウィルの蘇生術を受けながら牛乳風呂に入れられる悪夢を見る。薬を持ったセバスチャンが到着し、無事薬を入手したジョーは泣きながらウィルとセバスチャンの介抱を受ける。

## 登場人物
いずれも本人役。
ジョー
演 - ジョゼフ・マゼロ
乳糖不耐症のため牛乳を飲む際は薬を用意している。牛乳を飲みきった後にうっかり薬を忘れたことに気付き、半狂乱で街を駆け巡った末に入水自殺を図ろうとする。
ウィル
演 - ウィル・マルナティ
ジョーとオレオを食べていた友人。ジョーの一大事をセバスチャンに伝え、自らもジョーの行方捜しに奔走する。
セバスチャン
演 - セバスチャン・スタン
ジョー・ウィルの友人。ウィルの一報を受けてジョーの一大事に気付き、自宅にあったジョーの緊急事態用の薬を持って彼の元へ駆けつける。

## 制作・公開
作品の制作は、2018年12月に「One Minute Men」のInstagramアカウントで発表され、スタン、マッゼロ、マルナティの3人が背を向けて座る様子が公開された。2019年1月22日には、同じアカウントでティーザー予告が公開された。第1話から第4話までは2019年1月31日から2月23日まで概ね3週間のスケジュールで公開され、4月にはジョゼフ・マゼロの公式YouTubeチャンネルにて全4話を1本に編集したバージョンが公開された。同年3月11日には、「One Minute Men」のInstagramアカウントで舞台裏動画が公開された。